# Semmadon
Semmadon település Franciaországban, Haute-Saône megyében. Lakosainak száma 108 fő (2022. január 1.). Semmadon Augicourt, Arbecey, Combeaufontaine, Gourgeon, Melin és Oigney községekkel határos.

## Népesség
A település népessége az elmúlt években az alábbi módon változott:
| Lakosok száma | 124  | 125  | 116  | 112  | 111  | 110  | 110  | 108  |
|               | 2013 | 2015 | 2017 | 2018 | 2019 | 2020 | 2021 | 2022 |